# رابین دسرن
رابین دسرن (انگلیسی: Robin Desserne؛ زادهٔ ۱ مارس ۱۹۸۴) بازیکن فوتبال اهل فرانسه است.
از باشگاه‌هایی که در آن بازی کرده‌است می‌توان به باشگاه فوتبال سابادل و باشگاه فوتبال نیس اشاره کرد.